# Arena Mall
Az Arena Mall (korábbi nevén Arena Plaza) Magyarország és egyben Közép-Európa legnagyobb alapterületű (a teljes terület alapján a Westend a legnagyobb) bevásárlóközpontja[forrás?] (más néven plázája), mely Budapesten, a Kerepesi úton, az egykori Ügető helyén található. Építtetője az izraeli–holland érdekkörbe tartozó Plaza Centers B. V., mely az első hazai nyugat-európai típusú plázát, a Duna Plazát is építtette. A pláza építése 2006 tavaszán kezdődött, átadására többszöri halasztás után, 2007. november 15-én 13 órakor került sor.

## Története

### Építése

#### Az első nekifutás
A Kerepesi úti ügetőpálya területét 1998 szeptemberében vette meg 3 milliárd forintért a francia érdekeltségbe tartozó Bouygues építőipari csoport az ÁPV Rt.-től. Az adásvételi szerződést még a Horn-kormány idején készítették elő, teljesítésére már az Orbán-kormány idején került sor. A vevő a vételár egy részének fejében felújította és ügetőversenyek rendezésére tette alkalmassá a Kincsem Parkot.

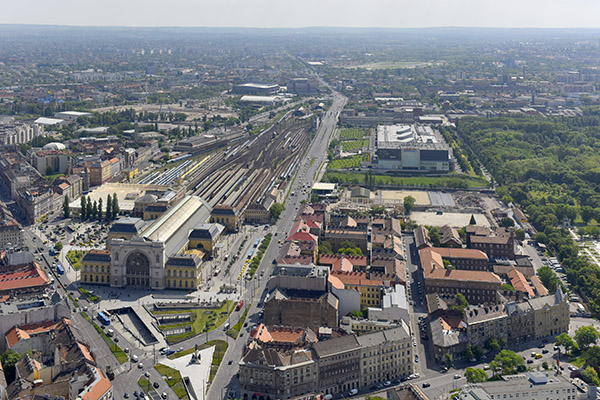
Arena Mall távoli felvétel a magasból

A felújítást sok pereskedés kísérte; az Ügetőn az utolsó versenyt 2004. május 29-én tartották meg. A Bouygues ezután kezdte meg a bontási és előkészítési munkákat, a pláza átadását 2005 tavaszára ígérte.

#### A Plaza Centers beszállása
2005 novemberében a izraeli–holland érdekeltségű Plaza Centers B. V., mely a Nasdaqon jegyzett Elbit Medical Imaging Ltd. ingatlanfejlesztéssel foglalkozó európai leányvállalata, 21 millió euróért (mintegy ötmilliárd forintért) megvette a területet Bouygues-től. A telekkel együtt a beépítésre vonatkozó engedélyeket is megkapta. Az alapkőletétel 2006. március 7-én volt. Az építkezés során a Kerepesi út pláza melletti szakaszát is felújították.

#### Újabb tulajdonosváltás
2007 augusztusában a Plaza Centers eladta az ingatlant a brit Active Asset Investment Managementnek 390 millió eurós (közel 100 milliárd forint) rekordáron. Mivel az egykori Ügető tribünje műemléki védelem alatt áll, azt elbontani nem lehetett, hanem felújítva emlékeztet a terület egykori rendeltetésére. A beruházás költsége meghaladja a 200 millió eurót (50 milliárd forint). Az építkezés második ütemében készül el a szálloda és az irodaház.

#### A megnyitásától napjainkig
A 122 000 m2 (parkolóval 180 000 m2) alapterületű plázát az eredetileg tervezett október 30. helyett 2007. november 15-én nyitották meg a délelőtt 10 órai kezdéshez képest néhány órás csúszással, amit azzal magyaráztak, hogy az épületet nem sikerült időre kitakarítani. Valójában azonban az épület készültségi szintje meg sem közelítette azt, ami alkalmassá tette volna a nyitásra.
2017 szeptemberében a NEPI Rockcastle dél-afrikai befektetési alap Arena Property Kft-je megvásárolta az áruházat tulajdonló Symmetry Arena Ingatlankezelő Kft-t 275 millió euróért (82,5 milliárd Ft).
2018 februárjában az Arena Plaza neve Arena Mall-ra változott.

## Szolgáltatások
Az Arena Mall a kiskereskedelem-szórakoztatás-művészet hármasára építi fel üzletpolitikáját. A kiskereskedelmet a 64 000 m2-nyi bérbeadható üzlethelyiség (több mint 200 üzlet a legnívósabb márkák felsorakoztatásával) és a kétszintes, 11 000 m2-es Tesco hipermarket, a szórakoztatást a 3000 m2-es fantáziapark, a 23 termes Cinema City mozi és az IMAX mozi, a művészetet a képzőművészetre és antikvitásokra épülő művészeti galéria szolgálja.
A pláza új világmárkák bevezetésével is népszerűsítette magát, az alapterület túlnyomó részén Magyarországon már korábban is elérhető (és a többi plázából is ismert) márkákat értékesítenek.

## Járatok
Arena Mall bevásárlóközpont megállóhely.  80